# قشلاق ایمان‌قویی مشهدعلی
قشلاق ایمان‌قویی مشهدعلی روستایی است که در استان اردبیل، شهرستان پارس‌آباد، بخش اصلاندوز، دهستان قشلاق غربی قرار دارد.

## جمعیت
بر اساس سرشماری سال ۱۳۸۵ جمعیت این روستا ۲۸۶ نفر با ۵۳ خانوار بوده‌است.